# Grand River (Iowa)
Grand River ist eine Stadt mit dem Status „City“ im Decatur County im US-amerikanischen Bundesstaat Iowa.
Das U.S. Census Bureau hat bei der Volkszählung 2020 eine Einwohnerzahl von 196 ermittelt.

## Geographie
Grand River liegt im Süden Iowas, unweit des Westufers des Thompson River (auch Thompson Fork Grand River genannt), der über den Grand River und den Missouri River zum Stromgebiet des Mississippi gehört. Die Stadt liegt rund 30 km nördlich der Grenze zum Nachbarstaat Missouri. Der die Grenze zu Nebraska bildende Missouri River fließt rund 160 km westlich; rund 230 km östlich bildet der Mississippi die Grenze Iowas zu Illinois.
Die geografischen Koordinaten von Grand River sind 40°49′10″ nördlicher Breite und 93°57′45″ westlicher Länge. Die Stadt erstreckt sich über eine Fläche von 0,54 km² und ist die größte Ortschaft innerhalb der Richland Township.
Nachbarorte von Grand River sind Murray (28,3 km nördlich), Van Wert (19,6 km ostnordöstlich), Decatur City (19 km südöstlich), Lamoni (26,9 km südlich), Kellerton (19,5 km südwestlich), Beaconsfield (9,9 km westsüdwestlich) und Ellston (14,4 km westnordwestlich).
Die nächstgelegenen größeren Städte sind Iowas Hauptstadt Des Moines (116 km nordnordöstlich), Cedar Rapids (296 km nordöstlich), Iowa City (278 km ostnordöstlich), die Quad Cities in Iowa und Illinois (356 km in der gleichen Richtung), Peoria in Illinois (403 km östlich), Illinois’ Hauptstadt Springfield (451 km ostsüdöstlich), St. Louis in Missouri (506 km südöstlich), Kansas City in Missouri (212 km südsüdwestlich), Nebraskas größte Stadt Omaha (211 km westnordwestlich) und Sioux City (372 km nordwestlich).

## Verkehr
Der Interstate Highway 35, der hier die kürzeste Verbindung von Des Moines nach Kansas City bildet, verläuft in Nord-Süd-Richtung östlich an Grand River vorbei. Alle weiteren Straßen sind untergeordnete Landstraßen, teils unbefestigte Fahrwege sowie innerörtliche Verbindungsstraßen.
Mit dem Lamoni Municipal Airport befindet sich 30 km südlich ein kleiner Flugplatz. Der nächste Verkehrsflughafen ist der Des Moines International Airport (106 km nordnordöstlich).

## Bevölkerung
Nach der Volkszählung im Jahr 2010 lebten in Grand River 236 Menschen in 99 Haushalten. Die Bevölkerungsdichte betrug 437 Einwohner pro Quadratkilometer. In den 99 Haushalten lebten statistisch je 2,38 Personen.
Ethnisch betrachtet setzte sich die Bevölkerung zusammen aus 96,6 Prozent Weißen, 0,4 Prozent (eine Person) amerikanischen Ureinwohnern sowie 1,3 Prozent aus anderen ethnischen Gruppen; 1,7 Prozent stammten von zwei oder mehr Ethnien ab. Unabhängig von der ethnischen Zugehörigkeit waren 3,4 Prozent der Bevölkerung spanischer oder lateinamerikanischer Abstammung.
25,8 Prozent der Bevölkerung waren unter 18 Jahre alt, 50,9 Prozent waren zwischen 18 und 64 und 23,3 Prozent waren 65 Jahre oder älter. 51,7 Prozent der Bevölkerung waren weiblich.
Das mittlere jährliche Einkommen eines Haushalts lag bei 23.542 USD. Das Pro-Kopf-Einkommen betrug 12.662 USD. 20,7 Prozent der Einwohner lebten unterhalb der Armutsgrenze.